# 諸葛彬
諸葛 彬（ジェガル・ビン、ハングル:제갈빈、1990年2月24日 - ）は、韓国の元ラグビー選手。現在ジャパンラグビーリーグワンNTTコミュニケーションズ シャイニングアークス東京ベイ浦安のアシスタントリクルーターを務めている。

## プロフィール
- 大韓民国出身[1]。
- ポジションはウィング(WTB)、センター(CTB)。
- 身長 183 cm、体重 95 kg
- ニックネームはBin。
- 韓国代表に選ばれたことがある[2]。
- 7人制韓国代表にも選ばれたことがある。

## 来歴
中学3年生からラグビーを始めた。
ソウルサーデブ高校、延世大学、尚武を経て、2014年、NTTコミュニケーションズシャイニングアークスに加入。同年8月23日に行われたジャパンラグビートップリーグ第1節の宗像サニックスブルース戦に先発出場で日本での公式戦初出場を果たした。
2016年10月、脳梗塞の疑いで入院、戦列を離れる。公式戦への出場は同年10月16日のトップリーグ第6節対コカコーラ・レッドスパークス戦（WTB・14番で先発）が最後となっているが、退団には至らず、2017年シーズンは「サポートスタッフ」としてチームに参加した。